# Aleksej Tillo
Aleksej Andrejevitj Tillo (ryska: Алексей Андреевич Тилло), (ukrainska:  Олексій Андрійович Тілло),  född 1839 i Kiev, Kejsardömet Ryssland (numera Ukraina), död 1900 i Sankt Petersburg, Kejsardömet Ryssland, var en rysk militär och geograf.
Tillo blev 1883 chef för 1:a armékårens generalstab och 1894 chef för 37:e infanteridivisionen (Sankt Petersburg) och ledare för de hydrografiska undersökningarna av källorna till Rysslands huvudfloder. Han fastställde Aralsjöns absoluta höjd och åstadkom genom sina hypsometriska arbeten (Det europeiska Rysslands hypsometri, 1881–85) en fullständig omvälvning i uppfattningen av Rysslands terrängförhållanden.
Han författade över 100 arbeten i fysisk geografi, geodesi, lantmäteri med mera. Han var ledamot av Institut de France samt hedersdoktor vid Odessas och Leipzigs universitet.